# Philippe II de Tarente
Pour les articles homonymes, voir Tarente (homonymie).
Philippe II d'Anjou-Sicile ou Philippe II de Tarente (né en 1329, mort à Tarente le 25 novembre 1373,), prince de Tarente et empereur titulaire de Constantinople, est le fils de Philippe Ier d'Anjou, prince de Tarente, et Catherine de Valois-Courtenay.
Il porta d'abord le titre de comte d'Acerra puis à la mort de son frère Robert en 1364 déclaré son héritier, il prit le titre d'empereur de Romanie ou de Constantinople, réclamant à sa belle-sœur la possession du Péloponnèse comme suzerain et prince de Morée.

## Biographie
Philippe II de Tarente se trouva pris dans les haines opposant les différentes branches de la maison d'Anjou. En effet, en 1309, Robert le sage, troisième fils de Charles II d'Anjou, avait écarté du trône son neveu Charles Robert, fils du fils aîné de Charles II. André de Hongrie, fils de Charles Robert, avait épousé Jeanne Ire, la petite-fille de Robert le Sage, mais une fois sur le trône, les époux s'étaient déchirés, rallumant cette querelle de succession. Jeanne avec la complicité de son amant Louis de Tarente, fils du quatrième fils de Charles II, avait fait assassiner son mari, épousé Louis de Tarente et l'avait placé sur le trône. Louis Ier de Hongrie, le frère aîné d'André, résolut de le venger et attaqua le royaume de Naples en 1347. Louis de Tarente et Jeanne Ire s'enfuirent en Provence, mais Louis de Hongrie fit prisonnier les frères de Louis de Tarente, dont Philippe.
Il ne fut libéré qu'en 1360 et revint à Naples où il s'irrita de voir que sa sœur Marguerite avait épousé François des Baux, duc d'Andria, sans recueillir l'accord de ses frères. Il mena une guerre contre son beau-frère, mais dont on sait peu de choses, et qui se termina par l'intervention du pape. Il succéda à son frère Robert en 1364 et mourut en 1373.

## Mariages et enfants
Il se maria en 1355 avec Marie de Calabre (1328 - 1366), fille de Charles d'Anjou-Sicile, duc de Calabre, et de Marie de Valois et sœur de la reine Jeanne Ire de Naples. Ils eurent :
- Philippe, né en 1356, mort jeune ;
- Charles, né en 1358, mort jeune ;
- Philippe, né en 1360, mort jeune ;
- un enfant, né et mort en 1362 ;
- un enfant, né et mort en en 1364.

Veuf, il se remaria le 20 octobre 1370 avec Élisabeth de Slavonie (1352 † 1380), fille d'Étienne de Hongrie, duc de Slavonie, et de Marguerite de Bavière et petite-fille de Charles Ier Robert d'Anjou, roi de Hongrie. Ils eurent :
- Philippe, né en 1371, mort jeune.